# Córka rybaka
Córka rybaka lub Córka Mazura – piosenka zespołu Wały Jagiellońskie z albumu pt. Dziękujemy za umożliwienie, wydana w 1984 roku.

## Opis
Utwór ten, który jest uznawany za jeden z największych przebojów zespołu Wały Jagiellońskie, został po raz pierwszy wykonany w 1984 roku na 21. Krajowym Festiwalu Piosenki Polskiej w Opolu podczas koncertu Mikrofon i Ekran podczas ostatniego dnia  opolskiego festiwalu.
Utwór ukazał się także na płytach takich jak m.in.: ORS Wały Jagiellońskie 1978–1988 (1988), Prywatka u Tadka (1992), Gdzie są włosy z tamtych lat (1993), The best of Rudi Schubert (2001), Wars wita (2002), The Best: Córka rybaka (2005), Przeboje 40-lecia Lata z Radiem Vol. 3 (2011).

## Pozycje na listach przebojów
| Kraj   | Notowanie (1984)                                      | Pozycja |
| ------ | ----------------------------------------------------- | ------- |
| Polska | Radiowa lista przebojów Programu I                    | 1       |
| Polska | Podsumowanie Radiowej listy przebojów Programu I 1984 | 9       |

## Inne wykonania
- Tadeusz Drozda – nagrał własną wersję w 1992 roku[3].
- Artyści Chełmskiego Domu Kultury – nagrali własną wersję utworu w 2019 roku[4].